# 宫系列影视作品
宫系列影视作品，是中国大陆古装宫廷影视作品，至2016年共有3部电视剧，1部电影，2季网络剧。作品名均以“宫”开头（网络剧除外），于正为影视作品的总编剧。

## 电视剧

### 宫锁心玉（2011）
现代女子古董店的继承人洛晴川，在订婚仪式上为了追一幅被风吹走的清装美人图而跑至一处神秘树林中。美人图到手的一刹那却脚下一空，跌入时空隧道并穿越到清朝康熙四十七年（即1708年），偶遇身在高位却每日战战兢兢怕从高位上跌下来的太子，玩世不恭、爱闯祸的八阿哥，还有喜怒无常、不相信任何人的四阿哥。
而在阴差阳错之下，她成为一名宫女，开始了清宫中的生活，展开了在清朝的奇妙旅程，并经历与四阿哥、八阿哥的感情纠葛。在清朝的林林总总使晴川懂得了很多道理，更加珍惜拥有的一切，并学会宽容别人、看淡得失。而她也在经历了种种苦难之后找到了真爱，与之共度一生。

### 宫锁珠帘（2012）
雍正年间，候补四品典仪凌柱之女怜儿（袁姗姗饰）为父请命结识十七王爷胤礼（杜淳饰），二人两情依依，本要结为夫妇，没想到胤礼为救老师阿灵阿（汤镇业饰），不得已娶了阿灵阿之女嘉嘉（海陆饰）为妻，伤心欲绝的怜儿在深宫里步步为营，渴望能走出深宫过平凡的日子，不想却被宫中各股势力所利用，李卫（王阳饰）要跟她结盟，大太监苏培盛（包贝尔饰）要向她报恩，亲如姐妹的玉漱（张嘉倪饰）出卖她，表面和谐的深宫里埋藏着各种秘密，就在怜儿快喘不过气时，她意外地被雍正（何晟铭饰）看中，成为了万千宠爱于一身的熹妃，以及九岁弘历（陈旭饰）的娘，而就在这时，她忽然发现所有的事情一下子都变复杂了，停下来就会被迫害，走下去可能连自己也不认识自己了，在三岔路口，她选择了相信阳光，相信暴风雨总会过去的，于是在她坚忍不拔的努力下，终于为自己闯出了一片天…

### 宫锁连城（2014）
讲述了出身富贵的女婴连城（袁姗姗 饰）自出生之日起就被母亲指使与买来的男孩恒泰（陆毅 饰）互换。从此两人命运背离，连城浪迹在勾栏烟花巷，恒泰成长于巍峨的将军府。两人却鬼使神差相遇并相知相爱，连城得以重入将军府，但两人的爱情遭遇各方阻击，连城更是连遭公主（戴娇倩 饰）迫害，最终迫使连城远去。

## 电影

### 宫锁沉香（2013）
影片讲述了清朝康熙年间，沉香入宫遇见了同龄宫女琉璃，两人结为好友。琉璃一心想出人头地，企图邂逅阿哥变凤凰，不惜背叛陷害沉香；而沉香则偶然与十三阿哥相爱，经过曲折坎坷，俩人终于归隐远去，相爱厮守。

## 网络剧

### 我为宫狂（2013）
历史系毕业生小浩（张哲瀚 饰）在学姐（麦迪娜 饰）工作的博物馆帮忙，不小心弄破手指，鲜血滴进一红色净瓶，奇迹出现了，一个穿着清朝服饰的女子出现在面前，她竟是三百年前遭人谋杀的琉璃（孙耀琦 饰）。受惊吓之后，小浩慢慢接受了她的存在，并决定帮她解开身世之谜。在调查过程中，二人先后发现了后宫谋杀案，还发现了康熙（王仁君 饰）的私秘恋情，但唯独没有查到小璃的身世之谜。随着交往的深入，两人擦出了爱的火花，小浩不愿小璃再回到那个年代，把调查的资料故意毁掉。科学院准备对小璃施实安乐死，小浩拼死相救，但醒来后的小璃却丧失了全部记忆....

### 我为宫狂2（2015）
故事发生在大汉后宫，邓莎饰演的狐仙胡小璃与张哲瀚扮演的皇子宫浩有着宿世情缘，为了报恩她辅佐宫浩登上皇位，虽是一人之下万人之上的皇后，却遭受种种考验，最终二人双双穿越到现代，又展开了一段离奇的经历。

## 反響

### 票房成績
| 片名         | 中國大陆上映日期 | 收入           | 资料  |
| ------------ | ---------------- | -------------- | ----- |
| 《宫锁沉香》 | 2013年8月13日    | 5473万元人民币 | [ 1 ] |

### 评价
| 作品          | 豆瓣               |
| ------------- | ------------------ |
| 《宫锁心玉》  | 5.6（24105人评价） |
| 《宫锁珠帘》  | 4.2（6107人评价）  |
| 《宫锁连城》  | 3.4（3813人评价）  |
| 《宫锁沉香》  | 4.8（34140人评价） |
| 《我为宫狂》  | 4.9（394人评价）   |
| 《我为宫狂2》 | 4.3（119人评价）   |